# シンガポール・ナショナルスタジアム
シンガポール・ナショナルスタジアム（シンガポール国立競技場）は、シンガポールの国立競技場である。

## 概要

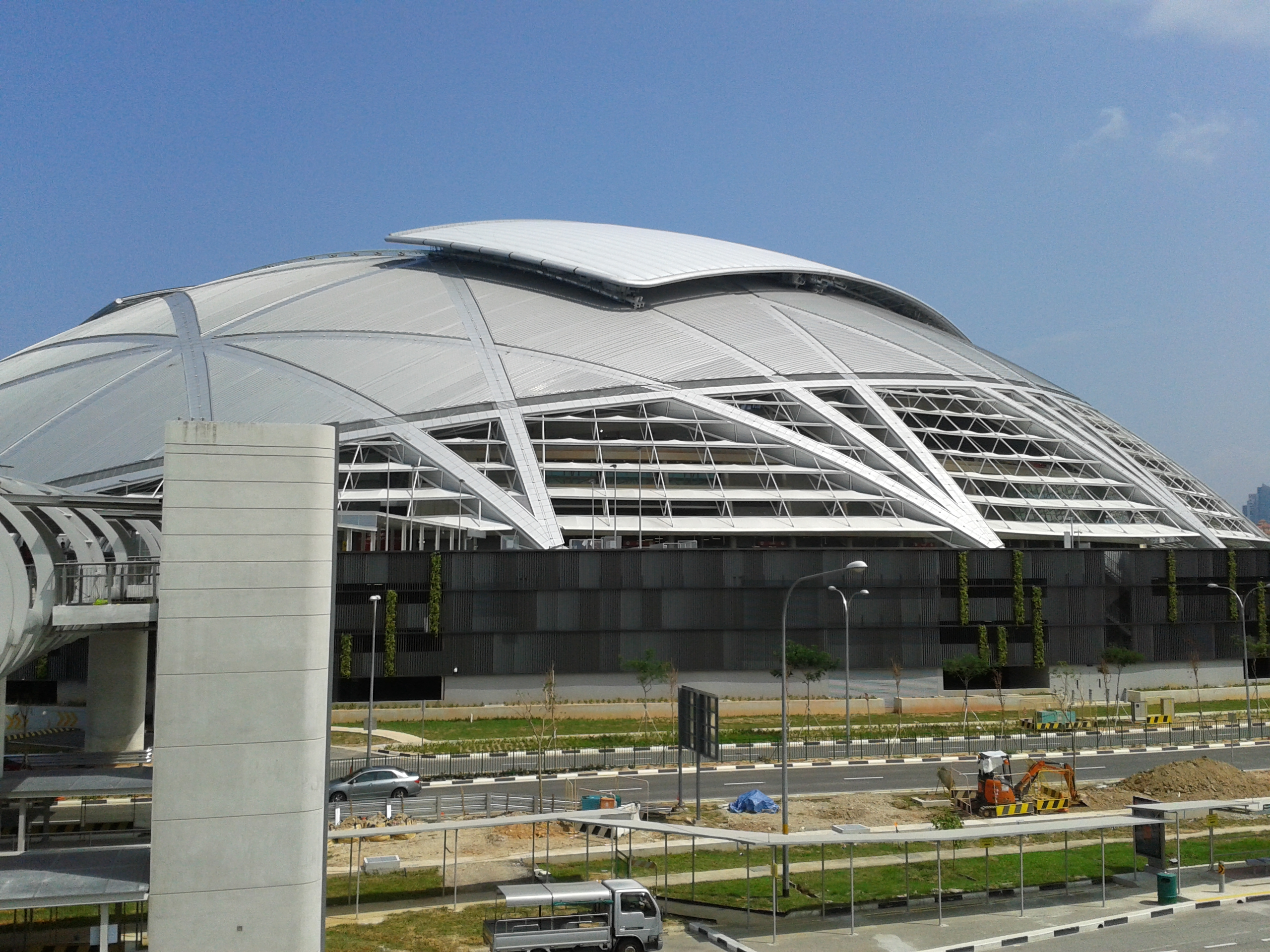
外観

本競技場はシンガポール・カラン地区にかつて存在していた初代ナショナルスタジアムが老朽化したことに伴い、2007年に閉鎖して初代スタジアムを取り壊して同地に建て替える形で建設された。
建設にあたっては2007年～2008年に発生した世界金融危機の影響及び建設資材の高騰化によって当初の予定より着工が遅れ、旧競技場閉鎖から4年後の2011年に建設工事が開始された。
本競技場は開閉式屋根（「横断トラス（Transverse Truss）」を採用。）が設置された、ドーム型スタジアムである。またスポーツイベントの形式によって観客収容数を調節設定することが可能なシステムとなっており、陸上競技トラックの部分に観客席を張り出しすることが出来る。
また、2014年12月には2014 AFFスズキカップの会場となり、2015年の東南アジア競技大会ではメインスタジアムとして使用された。
太陽光を補う照明システムも導入したが、開場したての2014年にはサッカーの試合において、近代的なハイブリッド芝（天然芝と人工芝のミックス）の採用ながら、その不具合などが指摘された。

## 観客席
競技形式によって、以下の通りに観客収容数を調節出来るようになっている。
- サッカー／ラグビーユニオン - 55,000名[8]
- クリケット - 52,000名
- 陸上競技 - 50,000名

下層の3万席を可動式とし、フィールド側に12.5mせり出せる設計とした。
座席空調用の電力は、駐車場の上に設置された太陽光発電パネル（3500平方メートル）によって賄う。

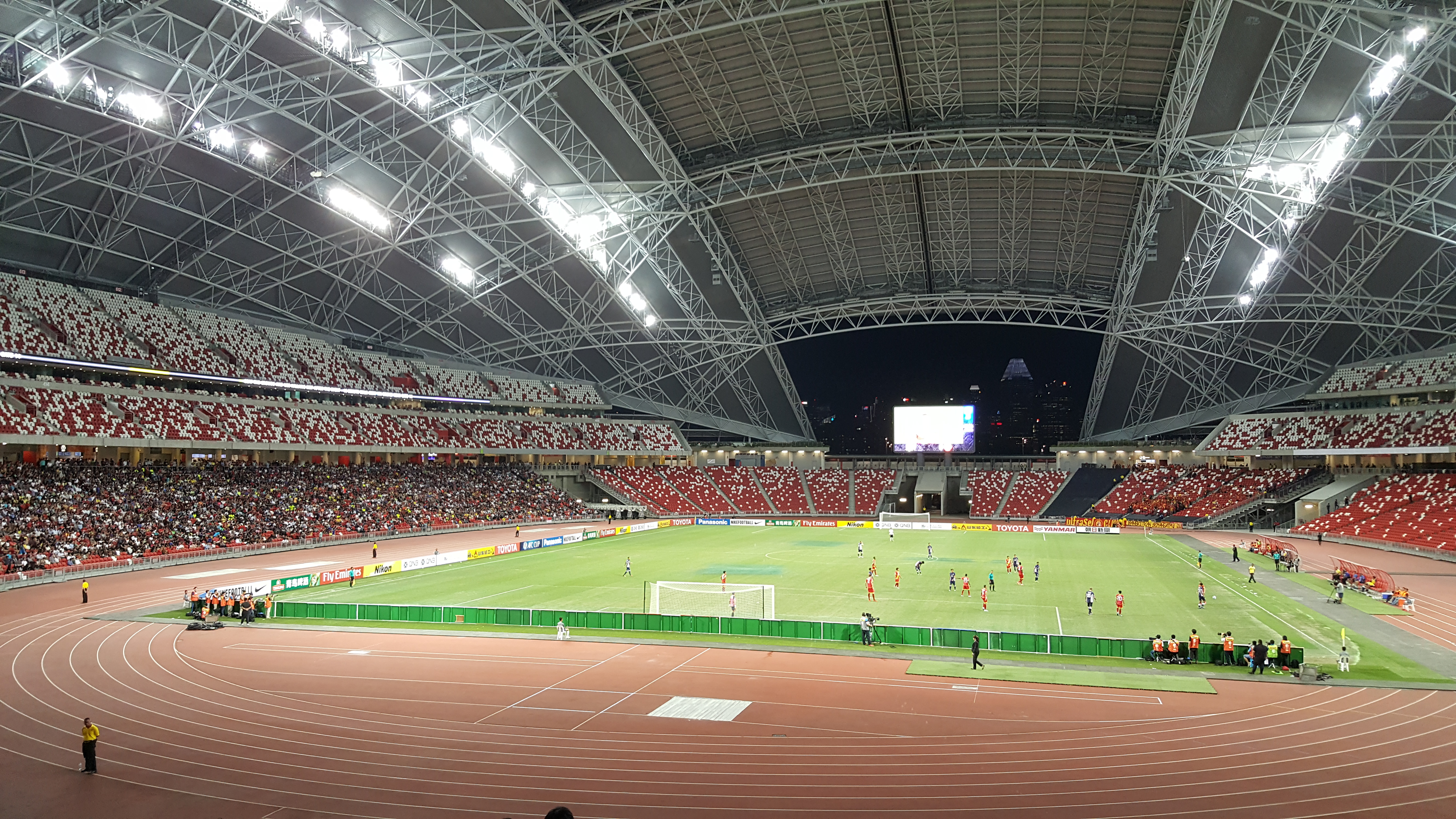
Athleticsモード

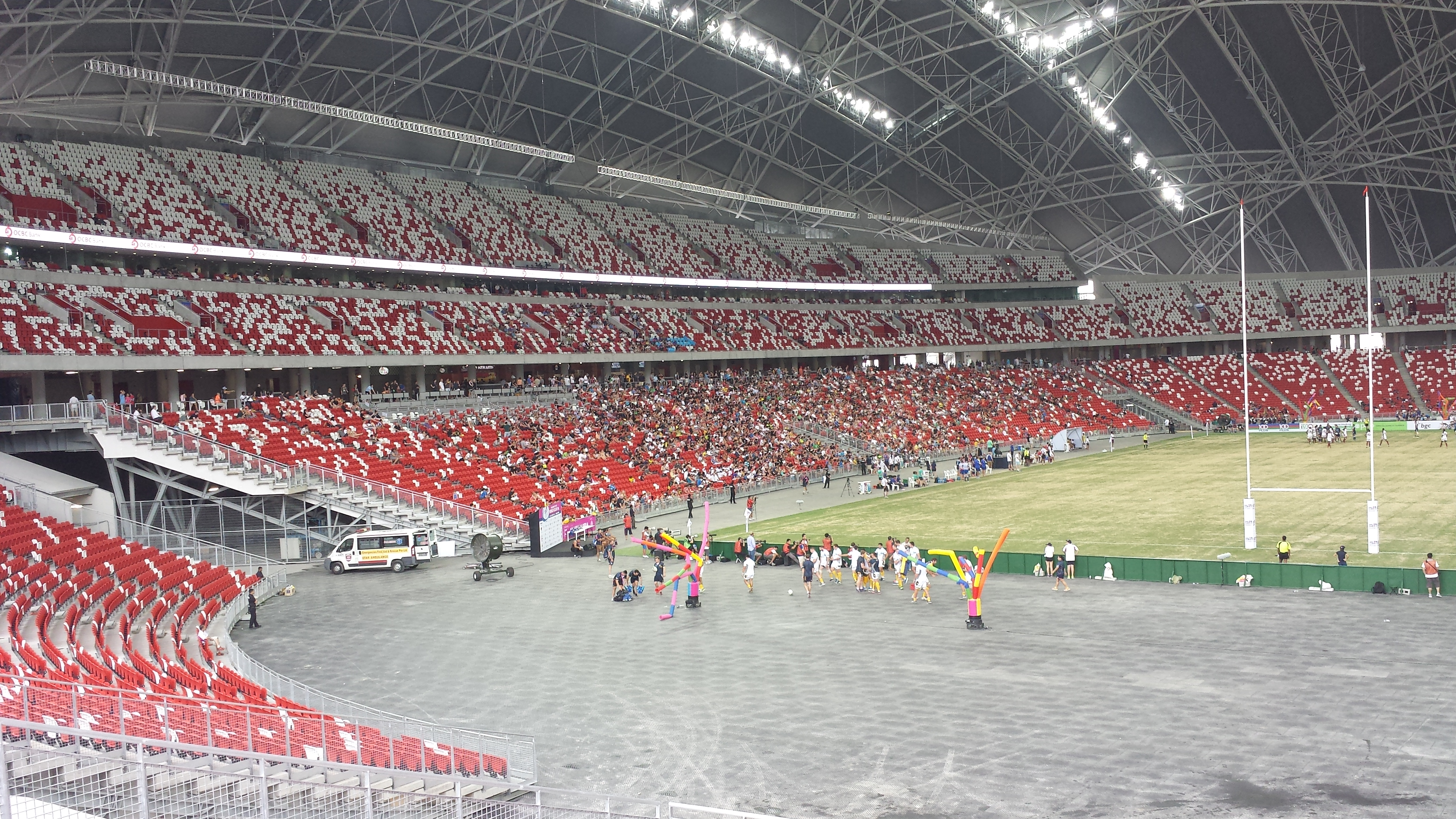
Football/Rugbyモード

## 開催イベント
- 2014年6月21日 - 22日：ワールドクラブテンズラグビー（英語版）
- 2014年8月17日：サッカー国際親善試合 ユヴェントスFC vs シンガポール選抜チーム[11]
- 2014年10月14日：サッカー国際親善試合 サッカーブラジル代表 vs サッカー日本代表[12]
- 2014年10月24日：マライヤ・キャリー シンガポールライブ  Mariah “The Elusive Chanteuse Show”[13]